# Allocosa plumipes
Allocosa plumipes är en spindelart som beskrevs av Roewer 1959. Allocosa plumipes ingår i släktet Allocosa och familjen vargspindlar.
Artens utbredningsområde är Tanzania. Inga underarter finns listade i Catalogue of Life.